# Isotima punctata
Isotima punctata är en stekelart som beskrevs av Jonathan 1980. Isotima punctata ingår i släktet Isotima och familjen brokparasitsteklar. Inga underarter finns listade i Catalogue of Life.